# Huangguoshu-Wasserfall
Koordinaten: 25° 59′ 32″ N, 105° 39′ 59″ O

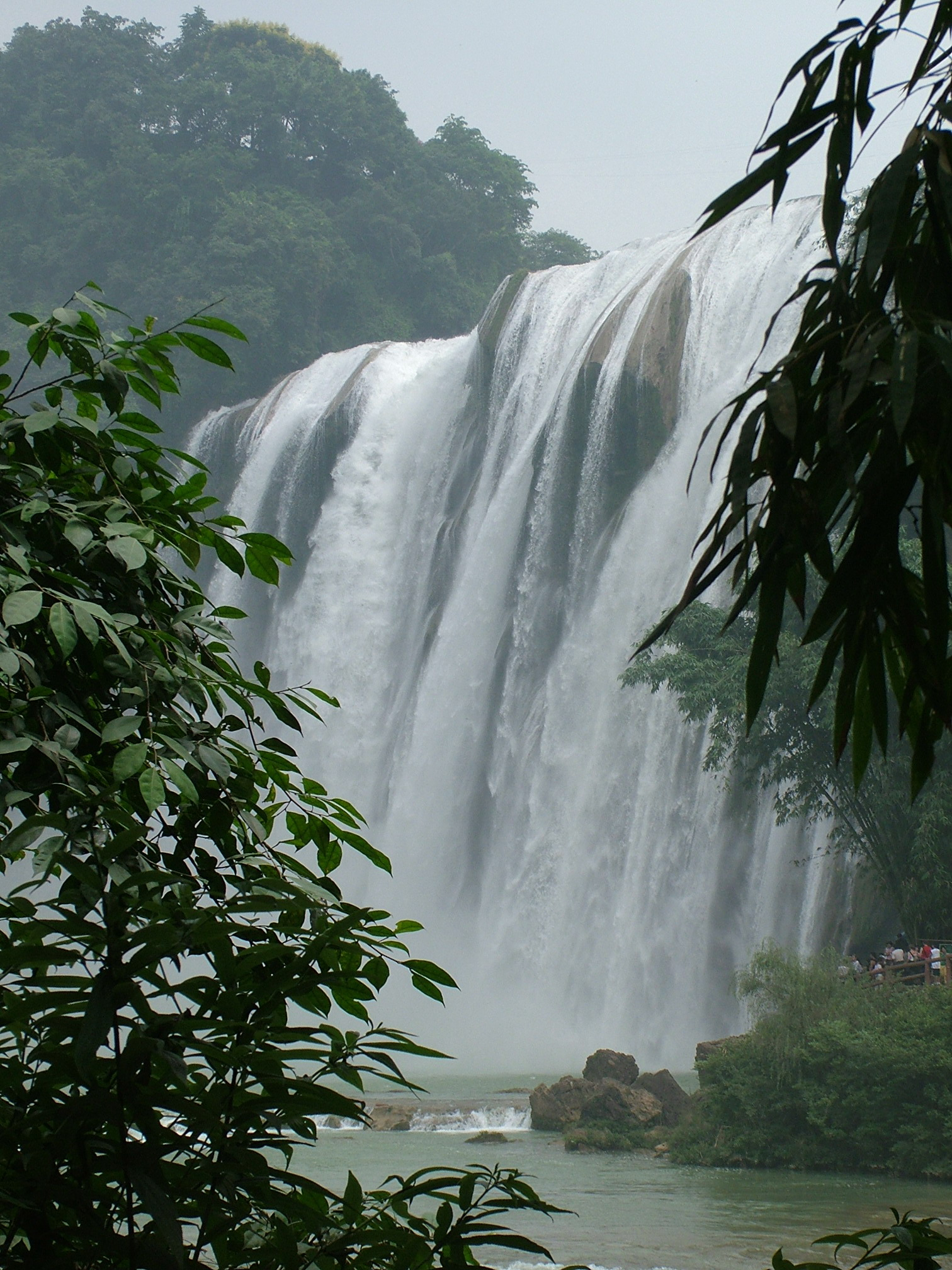
Huangguoshu-Wasserfall

Der Huangguoshu-Wasserfall (chinesisch 黃果樹瀑布 / 黄果树瀑布, Pinyin Huánguǒshù pùbù) befindet sich bei der Stadt Anshun in der chinesischen Provinz Guizhou und gilt als der größte Wasserfall in China sowie in Asien. Er liegt inmitten des nach ihm benannten  Huangguoshu-Nationalparks.

## Der Wasserfall
Der Huangguoshu-Wasserfall hat eine Höhe von 74 Metern und eine Breite von 101 Metern. Er befindet sich 45 Kilometer südwestlich der Stadt Anshun. Hinter dem Wasservorhang des Falls befindet sich ein Höhlensystem, durch das man von einer Seite des Wasserfalls zur anderen gelangt. Er ist das beliebteste Reiseziel der Provinz. Die Wassermenge des Wasserfalls variiert stark in Abhängigkeit von der Jahreszeit. Über 9 bis 10 Monate im Jahr beträgt die durchschnittliche hier herabstürzende Wassermenge etwa 20 m³ pro Sekunde. Nach starken Regenfällen kann das Wasservolumen auf mehrere Hundert m³ pro Sekunde anschwellen.
Der Huangguoshu-Wasserfall ist Teil einer ganzen Reihe von Wasserfällen im Fluss Baishui, welcher ein Nebenfluss des Stromes Wujiang ist.
Am 30. Januar 2019 nahm die Volksrepublik China die Gegend um den Huangguoshu-Wasserfall in ihre Vorschlagsliste für das UNESCO-Weltnaturerbe auf.

## Die Wasservorhangshöhle
Die Wasservorhangshöhle mit dem Namen "Shuiliandong" (水帘洞) ist eine 134 m lange, natürlich geformte Höhle, die sich hinter dem Wasserfall befindet. Es wird vermutet, dass dies der Lebensraum von Sun Wukong ist, dem Protagonisten der buddhistischen Fantasy-Literatur Die Reise nach Westen.

## Galerie

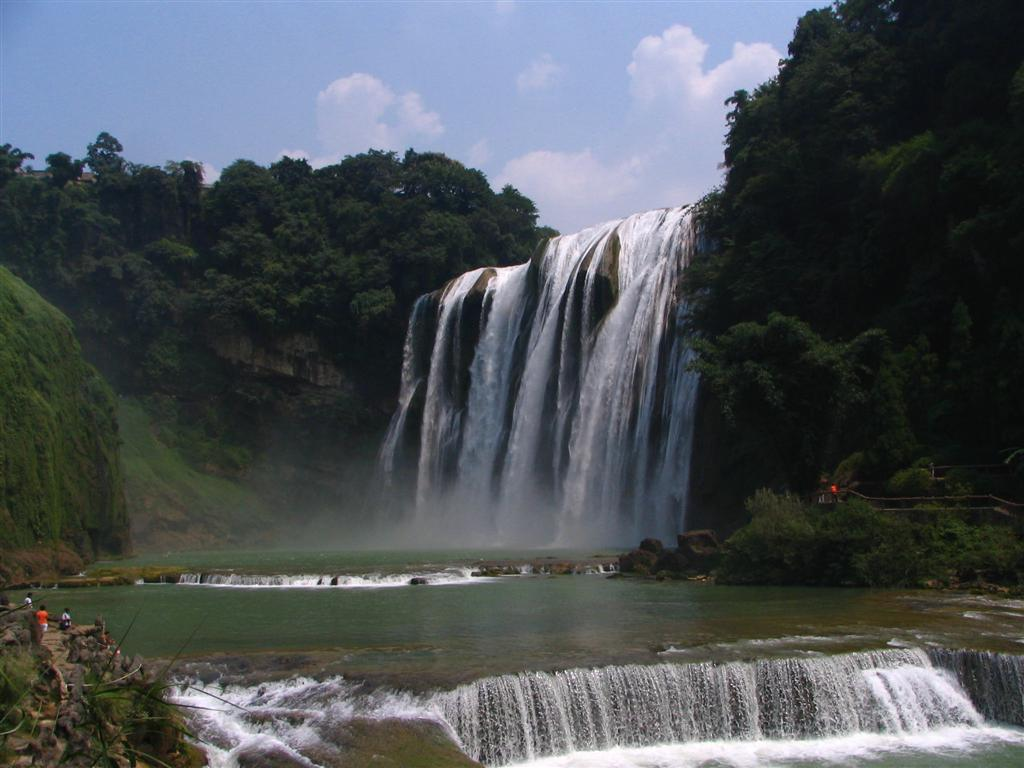
Huangguoshu-Wasserfall, der größte Wasserfall in China
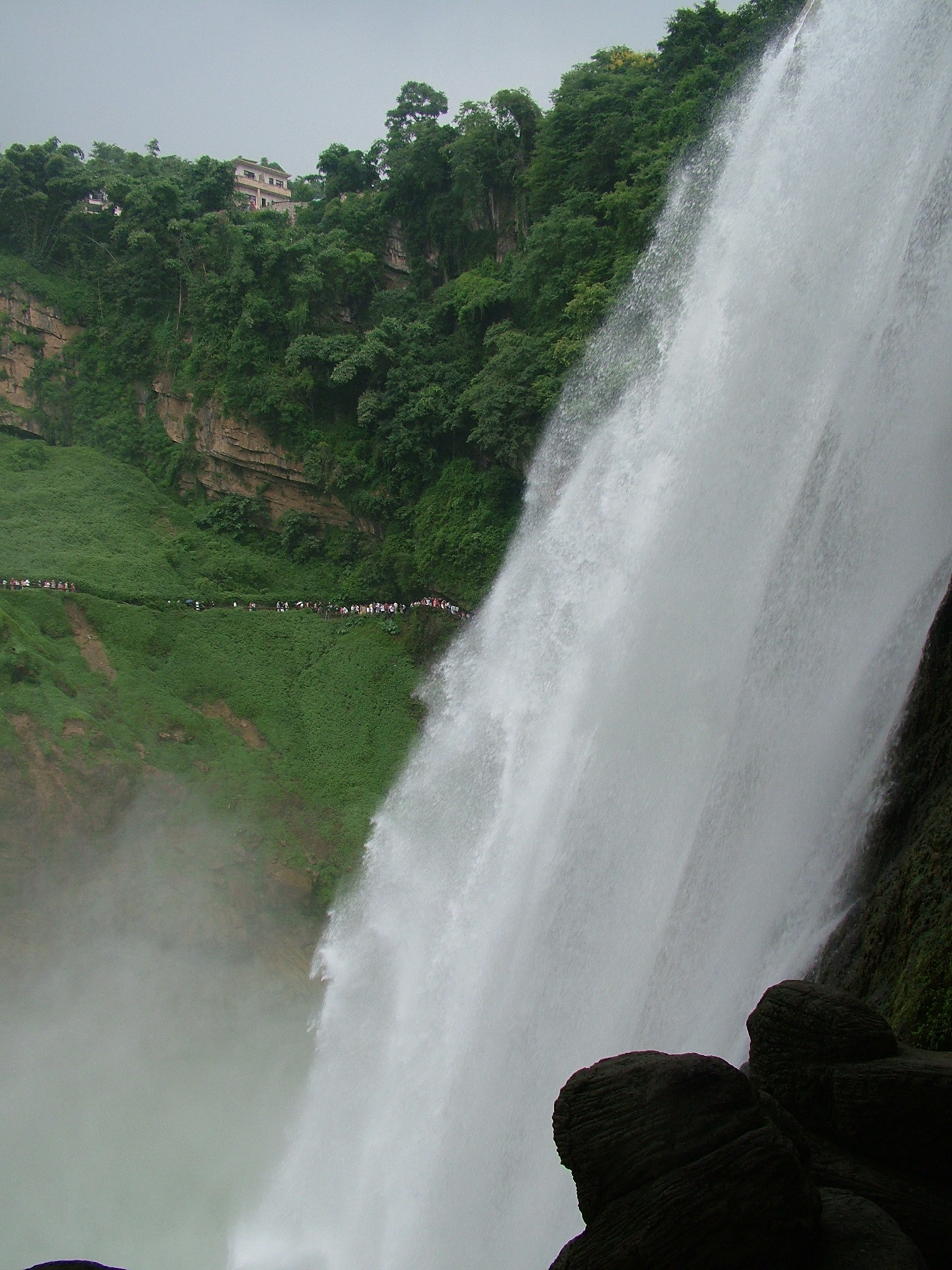
Blick auf den Wasserfall von der Wasservorhangshöhle.
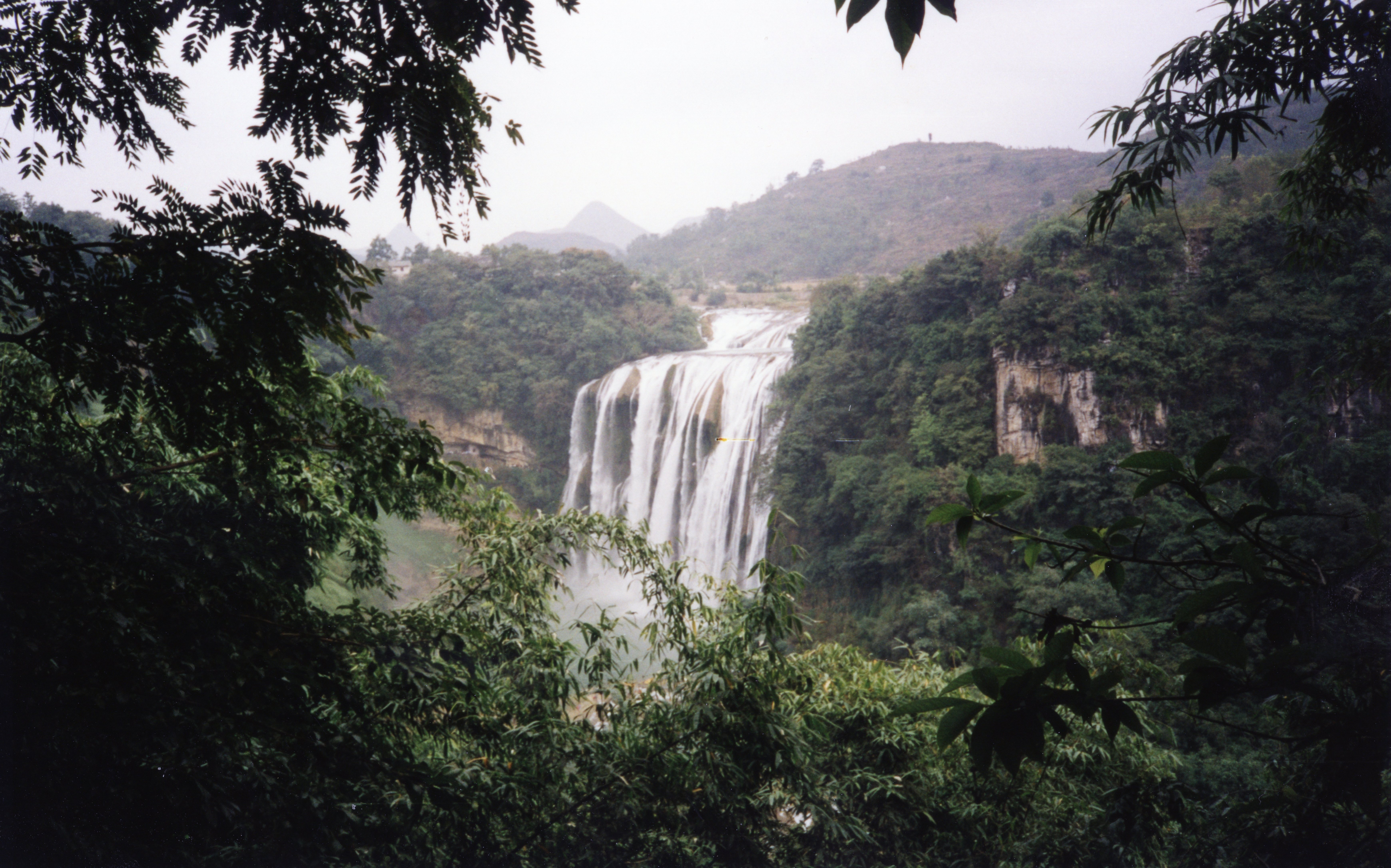
Ansicht des Huangguoshu-Wasserfalls von und über dem Fluss
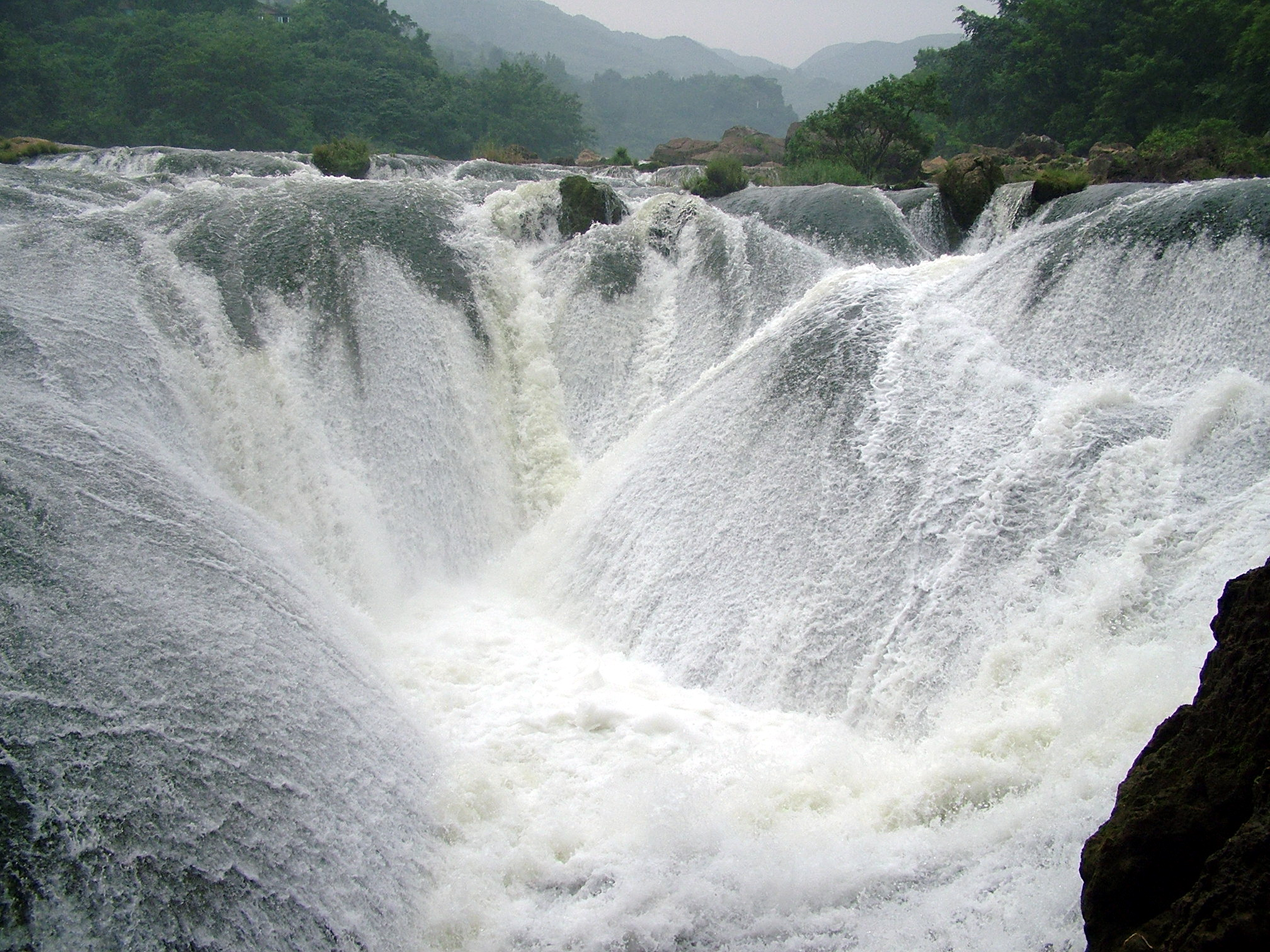
In der Nähe befindlicher Yinlianzhuitan-Wasserfall (銀鏈墜潭瀑布).
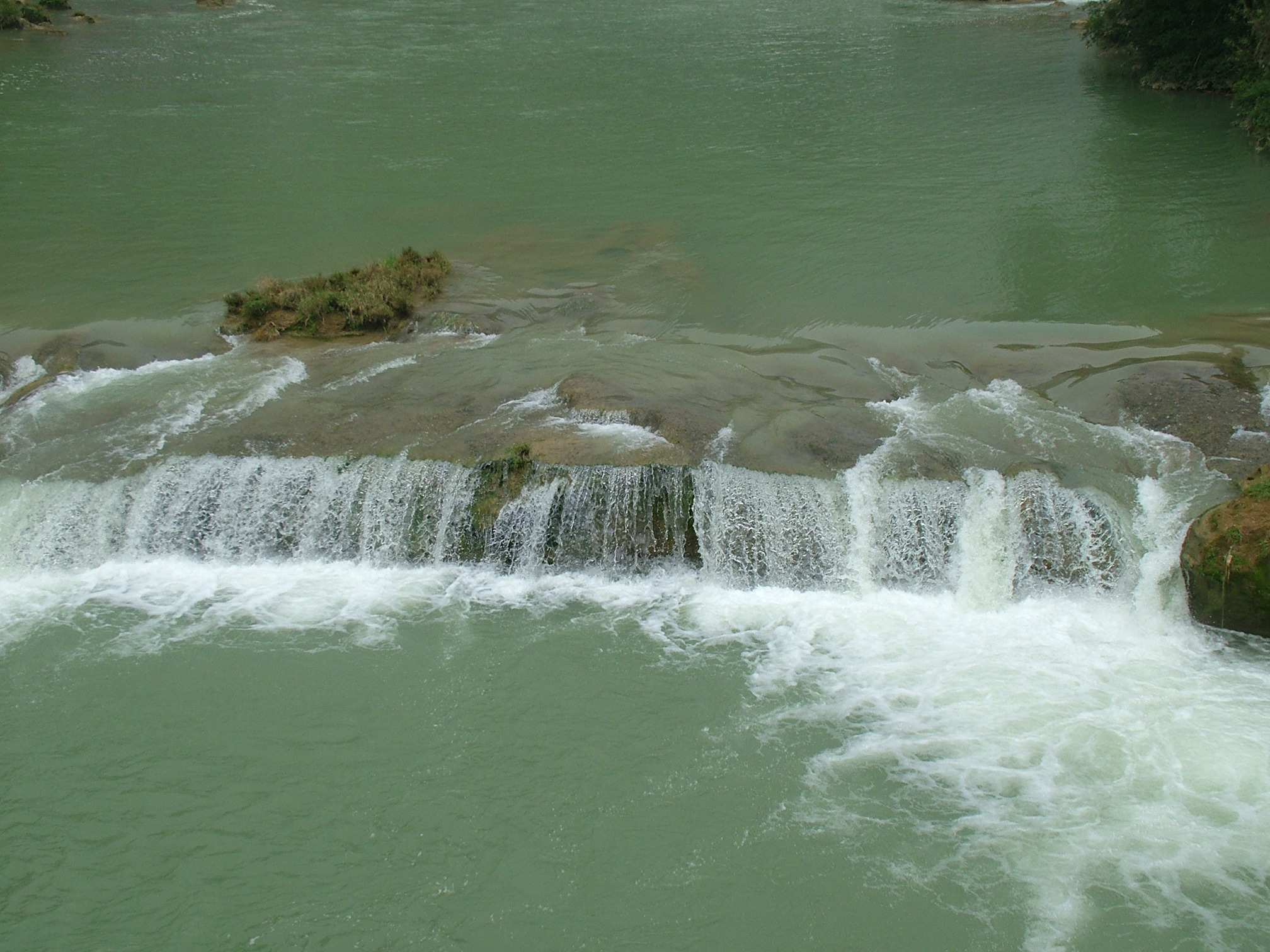
In der Nähe befindlicher Xiniutan-Wasserfall (犀牛潭瀑布).